# Malabsorption des acides biliaires
La malabsorption des acides biliaires, également appelée diarrhée biliaire, est à l’origine de plusieurs problèmes intestinaux, le principal étant une diarrhée chronique. On l'appelle aussi diarrhée provoquée par les acides biliaires, entéropathie cholérétique et malabsorption des sels biliaires. Elle peut résulter d'un syndrome de malabsorption secondaire à une maladie gastro-intestinale ou d'un trouble primaire associé à une production excessive d'acides biliaires. Le traitement avec de séquestrants d'acides biliaires est souvent efficace. 

## Classification
La malabsorption des acides biliaires a été identifiée pour la première fois chez des patients atteints d’une maladie iléale. Lorsque d' autres causes ont été reconnues et qu'une forme idiopathique et primaire a été décrite, une classification en trois types a été proposée :
- type 1 : malabsorption des acides biliaires, secondaire à une résection iléale ou à une inflammation iléale (par exemple dans la maladie de Crohn) ;
- type 2 : malabsorption idiopathique des acides biliaires ou diarrhée primaire des acides biliaires ;
- type 3 : secondaire à diverses maladies gastro-intestinales, notamment cholécystectomie, vagotomie, colonisation bactérienne chronique de l'intestin grêle, entéropathie radique, maladie cœliaque, pancréatite chronique, etc.

## Mécanismes de la maladie

### Circulation entérohépatique des sels biliaires
Les acides biliaires (également appelés sels biliaires) sont produits dans le foie, sécrétés par les voies biliaires, stockés dans la vésicule biliaire et sont libérés après un repas contenant des graisses, ce qui stimule la sécrétion de cholécystokinine. Ils sont importants pour la digestion et l' absorption des graisses (lipides) dans l'intestin grêle. Habituellement, plus de 95% des acides biliaires sont réabsorbés au niveau de l'iléon terminal, pour être captés par le foie, d'où ils seront sécrétés à nouveau. Cette circulation entéro-hépatique des acides biliaires a lieu 4 à 6 fois en 24 heures et habituellement moins de 0,5 g d'acides biliaires parviennent quotidiennement dans le gros intestin, pour être finalement excrétés. Lorsque de plus grandes quantités d'acides biliaires pénètrent dans le gros intestin, elles y stimulent la sécrétion d'eau et la motilité du côlon, ce qui provoque une diarrhée chronique. 

### Absorption intestinale des acides biliaires
L'iléon est très efficace pour absorber les formes des sels biliaires conjuguées à la glycine et à la taurine. Le transporteur de sel biliaire apical dépendant du sodium (ASBT, IBAT, symbole du gène SLC10A2) est la première étape de l'absorption au niveau de la membrane à bordure en brosse. La protéine iléale de liaison cytoplasmique à l'acide biliaire (IBABP, ILBP, symbole génique FABP6) et l'hétérodimère basolatéral de l'OSTα (en) et de l'OSTβ (en) transfèrent les acides biliaires à travers, puis hors de l'entérocyte, pour être emportés par la veine porte vers le foie. Ces transporteurs d’acide biliaire sont tous fortement exprimés dans l’iléon mais pas dans le foie, le jéjunum ni le côlon. Lorsque l'expression de ces transporteurs spécialisés est réduite, l'intestin est moins efficace pour la réabsorption des acides biliaires (malabsorption des acides biliaires de type 1). Si la motilité intestinale est affectée par une chirurgie gastro-intestinale ou si les acides biliaires sont déconjugués lors d'une colonisation bactérienne chronique de l'intestin grêle, l'absorption est moins efficace (malabsorption des acides biliaires de type 3). Une très faible proportion des patients ne présentant pas de maladie apparente (malabsorption des acides biliaires de type 2) peut présenter des mutations de la ASBT, mais cette mutation n'est pas plus fréquente chez la plupart des patients et n'affecte pas la fonction. 

### Surproduction d’acides biliaires
La diarrhée primaire des acides biliaires (« malabsorption » des acides biliaires de type 2) peut être causée par une surproduction d’acides biliaires,. Plusieurs groupes de chercheurs n’ont montré aucun défaut d’absorption de l’acide biliaire iléal chez ces patients qui possèdent un pool élargi d’acides biliaires, plutôt qu'un pool réduit, comme on pourrait s'y attendre s'il s'agissait d'une malabsorption. La synthèse des acides biliaires dans le foie est régulée négativement par le facteur de croissance des fibroblastes 19 (FGF19), une hormone iléale. Des niveaux plus faibles de cette hormone entraînent une surproduction d’acides biliaires, qui ne peuvent pas être absorbés par l’iléon. 

## Diagnostic
Plusieurs méthodes ont été développées pour identifier le trouble, mais toutes posent des problèmes. La quantification des acides biliaires fécaux est réalisable par un laboratoire. Le test SeHCAT permet de diagnostiquer facilement la malabsorption des acides biliaires. Ce test de médecine nucléaire comprend deux balayages espacés d'une semaine et mesure ainsi plusieurs cycles d'excrétion et de réabsorption d'acide biliaire. L’exposition aux radiations est limitée (0,3 mSv). La rétention de SeHCAT à 7 jours est normalement supérieure à 15 % ; des valeurs inférieures à 15 %, 10 % et 5 % prédisent respectivement une rétention anormale légère, modérée et grave et une probabilité croissante de réponse aux chélateurs d'acides biliaires. Ce test n’a pas de licence aux États-Unis et est sous-utilisé même s’il est disponible,. Des méthodes plus anciennes telles que le test respiratoire au glycocolle au 14C ne sont plus utilisées en clinique.
La mesure du 7α-hydroxy-4-cholesten-3-one (en) (C4), un précurseur d'acide biliaire dans le sérum, montre l'augmentation de la synthèse d'acide biliaire observée dans la malabsorption des acides biliaires. Ce test est un moyen de diagnostic alternatif lorsqu'il est disponible. Les dosages du FGF19 sérique à jeun peuvent être utiles pour la reconnaissance de la maladie et la prévision de la réponse. 
Les différents biomarqueurs donnent des rendements diagnostiques similaires d’environ 25% chez les patients atteints de troubles intestinaux fonctionnels avec diarrhée. Dans les pays tels que les États-Unis, où le test au SeHCAT n'est pas disponible, le dosage des acides biliaires fécaux et du C4 sérique sont disponibles pour établir le diagnostic.

## Traitement
Les séquestrants des acides biliaires sont les principaux agents utilisés pour traiter la malabsorption des acides biliaires. La cholestyramine (noms commerciaux : Quantalan (Suisse) ; Questran (Belgique, France) ; Olestyr (Canada) et le colestipol (noms commerciaux : Cholestid, Cholestaby), tous deux sous forme de poudre, sont utilisés depuis de nombreuses années. Malheureusement, de nombreux patients ont du mal à les tolérer. bien que la diarrhée puisse s’améliorer, d’autres symptômes tels que douleurs abdominales et ballonnements peuvent s’aggraver. Colesevelam (commercialisé aux États-Unis par Daiichi Sankyo sous la marque Welchol et ailleurs par Genzyme sous le nom de Cholestagel) est un comprimé et certains patients le tolèrent plus facilement,,. Une étude de validation de principe de l'acide obéticholique agoniste des récepteurs farnésoïdes X a montré des avantages cliniques et biochimiques. En mars 2016, Novartis Pharmaceuticals menait une étude clinique de phase II sur un agoniste du récepteur du farnésoïde X appelé LJN452. 

## Épidémiologie
La malabsorption des acides biliaires est fréquente, notamment dans la maladie de Crohn, mais pas toujours reconnue. La plupart des personnes ayant déjà présenté une résection iléale et une diarrhée chronique présentent, entre autres, des tests SeHCAT anormaux et pourront bénéficier des séquestrants d'acides biliaires.
Les personnes atteintes de diarrhée biliaire primitive sont souvent diagnostiquées à tort comme atteintes du syndrome du côlon irritable. Lorsque le test au SeHCAT est réalisé, le diagnostic de diarrhée primaire d’acide biliaire est généralement posé. Lors d’une revue de 18 études sur l’utilisation du test au SeHCAT chez des patients atteints du syndrome de l’intestin irritable à prédominance diarrhéique, 32% des 1223 patients présentaient une rétention inférieure à 10 % 7 jours après l'ingestion du SeHCAT et 80 % d'entre eux présentaient une réponse favorable à l'administration de cholestyramine, un séquestrant des acides biliaires.
Les estimations de la prévalence dans la population suggèrent que 1 % de la population adulte pourrait souffrir de diarrhée primaire aux acides biliaires (malabsorption des acides biliaires de type 2).